# The Velvet Underground (álbum)
The Velvet Underground é o terceiro álbum de estúdio da banda norte-americana de rock The Velvet Underground. Lançado em março de 1969 pela MGM Records, foi seu primeiro disco com Doug Yule, que substituiu o membro anterior John Cale.
Gravado no final de 1968 no TTG Studios em Los Angeles, o som do álbum – feito principalmente de baladas e canções de soft rock – marcou uma notável mudança de estilo em relação às gravações anteriores da banda. Lou Reed fez isso intencionalmente como resultado do abrasivo álbum anterior, White Light/White Heat. Yule contribui com vocais principais em algumas faixas, enquanto a faixa de encerramento "After Hours" é cantada por Maureen Tucker.
Liricamente, o álbum discute sobre o amor, contrastando com os lançamentos anteriores da banda. Reed concebeu a ordem das faixas e baseou suas composições em relacionamentos e religião. A canção "Pale Blue Eyes" foi aclamada como uma de suas melhores canções de amor, embora "The Murder Mystery" seja conhecida por sua experimentação em um retorno a White Light/White Heat. 
Billy Name tirou a fotografia do álbum da banda sentada em um sofá na Factory de Andy Warhol. O processo de gravação começou a curto prazo e, embora a banda estivesse com o moral alto, eles ficaram desapontados por Reed ter criado sua própria mixagem do produto final.
Críticas contemporâneas elogiaram o álbum, que foi um ponto de virada para a banda. No entanto, falhou nas paradas, novamente sofrendo com a falta de promoção pela gravadora da banda. Críticas retrospectivas o classificaram como um dos maiores álbuns da década de 1960 e de todos os tempos, com muitos críticos notando sua produção moderada e letras pessoais. Em 2020, a Rolling Stone o classificou no número 143 em sua lista dos "500 Melhores Álbuns de Todos os Tempos".

## Contexto
John Cale foi expulso do grupo em setembro de 1968, e Doug Yule foi contratado como baixista. Yule foi descoberto pelo guitarrista Sterling Morrison através do outro empresário da banda, Hans Onsager. Semanas depois que Yule se juntou ao Velvet Underground, eles começaram a gravar seu terceiro álbum. Lou Reed, principal compositor da banda, acreditava que a banda não deveria fazer novamente algo como White Light/White Heat.
De acordo com Morrison, no início de 1968 a maioria dos equipamentos da banda foram roubados no Aeroporto Internacional John F. Kennedy, o que influenciou o som do álbum. No entanto, Yule rejeita sua afirmação, explicando que não se lembra de tal evento, esclarecendo que a banda estava simplesmente tocando mais melodicamente – Maureen Tucker também diz isso. Reed durante este tempo tinha um gosto crescente por canções tranquilas, e em uma entrevista com Lester Bangs ele destacou as faixas "Jesus" e "Candy Says", declarando que a última é "provavelmente a melhor canção que eu escrevi". Reed considerou que White Light/White Heat foi o mais longe que a banda poderia ir com tal produção e adicionalmente chamou cada álbum que a banda fez de um "capítulo".
Eles começaram a gravar depois de uma turnê na Costa Oeste e o empresário da banda, Steve Sesnick, obteve um tempo curto no estúdio, então a banda teve pouco tempo para se preparar. Na época, Reed estava gerenciando o relacionamento com sua namorada Shelley Albin, o que influenciou sua composição.

## Gravação
Achei que seria um erro terrível, e realmente acreditei nisso. Achei que tínhamos que demonstrar o outro lado de nós. Caso contrário, nos tornaríamos essa coisa unidimensional, e isso deveria ser evitado a todo custo."

Lou Reed
The Velvet Underground foi gravado durante os meses de novembro e dezembro de 1968, no TTG Studios em Los Angeles. A banda ficou no hotel Chateau Marmont e excursionou com frequência enquanto gravava. Eles escreviam e ensaiavam no hotel à tarde, gravando as canções à noite. Reed e Morrison tocaram guitarras de 12 cordas. A moral no estúdio era geralmente alta – Yule disse que gravar o álbum "foi muito divertido. As sessões foram construtivas, felizes e criativas, todos estavam trabalhando juntos". De acordo com Yule, levou "algumas semanas para as gravações básicas", descrevendo-o adicionalmente como um "álbum de estúdio (feito) ao vivo". Reed intencionalmente tentou colocar Yule no centro das atenções, e os membros da banda suspeitaram que isso poderia ter inflado seu ego. Geralmente, as sessões tinham uma atmosfera feliz; Tucker disse que ela "estava satisfeita com a direção que estávamos indo e com a nova 'calma' no grupo, e pensando em um bom futuro, esperando que as pessoas se tornassem inteligentes e alguma gravadora nos aceitasse e nos fizesse justiça".
"The Murder Mystery" inclui as vozes de todos os quatro membros. Yule afirma que a música foi gravada em um estúdio da MGM Records na Sexta Avenida, em Nova Iorque, embora isso contradiga nas notas de encarte do disco. A faixa de encerramento do álbum, "After Hours", tem um raro vocal de Tucker, solicitado por Reed quando ele sentiu a qualidade doce e inocente de sua voz se encaixar melhor no humor da canção do que no seu. Tucker estava nervosa enquanto gravava a faixa, e depois de oito tomadas fez todos saírem do estúdio, exceto ela, Reed e o produtor Val Valentin. Depois que ela terminou, disse que não iria cantá-la ao vivo a menos que alguém pedisse. Reed gravou vários solos de guitarra para "What Goes On"; quando Valentin comentou sobre como eles estavam ficando sem espaço nas fitas, a banda decidiu manter todos eles, já que Reed não conseguia decidir qual deles soava melhor. Quando Reed fez sua própria mixagem para o álbum – que abafou outras as partes, exceto seus vocais – Morrison e Tucker ficaram irritados. Morrison descreveu o produto final como "anti-produção".

## Música e letras
A contenção e sutileza do álbum foi um afastamento significativo da abrasividade direta de White Light/White Heat. Reduz as referências sexuais explícitas de seus esforços anteriores, horror e referências a drogas, substituindo-as por discussões sobre religião, amor e solidão. O crítico de música Greg Kot, da Chicago Tribune, caracterizou-o como folk rock, e Troy Carpenter, da revista Rolling Stone, disse que se concentrava no soft rock melódico. De acordo com o jornalista musical Steve Taylor, The Velvet Underground é um álbum pop por causa de suas canções mais acessíveis e "foi chamado de 'Lou Reed com uma banda de apoio' devido à ênfase colocada nas canções em vez de trabalhos sonoros experimentais". O biógrafo Richie Unterberger comentou sobre sua dramática mudança no som: "Tendo feito talvez o álbum mais barulhento de todos os tempos, é quase como se eles tivessem decidido fazer o álbum mais silencioso do mundo".
Reed disse que todas as faixas estavam em ordem e se complementam, elaborando em uma entrevista com Howard Smith:
| “          | Havia certas perguntas na faixa de abertura... e então foi delineado, você sabe, através de várias fases. Termina com 'Jesus', dizendo (algo como) 'agora me ajude a fazer isso, cara'. (...) E depois que você passou por tudo... dali até aqui, que é como uma pessoa comum passa, você se depara com 'The Murder Mystery', que é uma inversão total de tudo. Porque você não deveria se deparar com isso, mas você foi. Assim como nos outros álbuns... as pessoas não pegaram (a ordem das faixas). E neste, eu senti que era óbvio. Mas talvez não fosse... E finalmente ele resume, ele diz: 'That's the story of my life' ('Essa é a história da minha vida'). Mas o que realmente está acontecendo fora de você é 'The Murder Mystery'... então depois disso, foi meio que, bem, 'After Hours', o que você poderia dizer depois de 'The Murder Mystery'? Exceto que "você fecha a porta, a noite pode durar para sempre" (Em referência a dois versos de 'After Hours'). O que é verdade. | ” |
| — Lou Reed | |   |

Reed considerou cada faixa como "pequenas peças", liricamente sem relação com ele mesmo. Além das vigorosas "What Goes On" e "Beginning to See the Light", o álbum contém canções mais melódicas e reflexivas que tratam de várias formas de amor, como "Pale Blue Eyes", "Some Kinda Love", "Jesus ", "I'm Set Free" e "That's the Story of My Life". As guitarras gêmeas de Reed e Morrison se tornaram o som mais proeminente da banda, e o álbum tinha arranjos extras que não tinham distorção. A única canção que exibiu as raízes de vanguarda da banda é "The Murder Mystery". A música levou duas sessões de gravação, e seu poema foi posteriormente incluído no Paris Review.

### Lado um
A faixa de abertura "Candy Says" é inspirada na drag queen e atriz Candy Darling, que era membro da Factory. Yule canta um conto sobre Darling, que odeia seu corpo e está com dor emocional. Ele faz referência aos pensamentos de Darling afirmando ambiguamente "I’ve come to hate my body" / "And all that it requires in this world". ("Eu vim a odiar meu corpo" / "E tudo o que ele requer neste mundo"). Darling reapareceria no sucesso de Reed em 1972, "Walk on the Wild Side". Morrison diz que a escolha de Yule cantar a faixa foi porque Reed estava desgastado pela turnê. Yule é apoiado por harmonias em estilo doo-wop e vocais de apoio. Esta foi a primeira vez que Yule cantou em um estúdio.
"What Goes On" é otimista e combina várias partes de guitarra com um órgão; este órgão, tocado por Yule, está presente em mais canções do disco. Descrito como a "anomalia" do lado um por Rob Jovanovic, é completo com uma "batida agitada", seu som é resultado de Reed aumentar o volume de sua guitarra durante a gravação. R.C. Baker classificou essa faixa como "um dos maiores hinos existenciais do rock and roll".
"Some Kinda Love" contém letras lascivas, contrastando com o disco, mas ainda tem elementos moderados – Tucker usa apenas um chocalho e o bumbo. Descreve ambiguamente o amor, especificamente o amor religioso. Reed faz referência ao "Hollow Men" de T. S. Eliot. Ele escreve sobre dois personagens, Tom e Marguerita, detalhando uma flerte entre eles. Victor Bockris cita isso como outro exemplo "onde (Reed) faz as letras do rock funcionarem como literatura". Grow disse que esta música explica como o amor é uniforme, enquanto "Pale Blue Eyes" simplesmente discutia "outro tipo de amor", especificamente o adultério, de acordo com Reed.
"Pale Blue Eyes" foi considerada uma das maiores canções de amor de Reed – Morrison a destacou em uma entrevista de 1981. A composição do mesmo remonta a 1966; foi tocada ao vivo desde meados de 1966. Ele descreve o adultério e o pecado como uma extensão das referências religiosas do álbum. Foi inspirado na namorada de Reed na época, Shelley Albin. De acordo com Reed, ele escreveu para alguém que ele sentia falta; faz referência a "I'll Be Your Mirror" e "Been Down So Long It Looks Like Up To Me" de Richard Fariña. Além disso, Steve Sesnick especula que algumas falas são sobre a saída de Cale. Tucker toca uma pandeireta. Reed elogiou o solo de guitarra de Morrison na faixa: "Eu nunca poderia fazer isso. Eu sempre me perguntei como diabos ele fez. Mas era apenas a maneira como ele tocava – intuitivo, mas o intuitivo combinado com o cérebro."
De acordo com Reed, "Jesus" não tem nada a ver com religião, embora ele a tenha descrito como uma canção "de busca". No entanto, Reed pede a Jesus redenção na forma de um sermão alegre. Reed tinha pouco interesse em religião; a mensagem da canção é geralmente profana. Durante o curso da música, o baixo de Yule assume um papel principal no apoio instrumental.

### Lado dois
"Beginning to See the Light" usa uma frase associada à redenção religiosa. Na canção, Reed discute sua revelação imaginada e afirma sua distinção de ser amado, desta vez em relação à religião. Ele aborda o movimento do amor livre com as linhas "Here we go again" / "I thought you were my friend" ("Aqui vamos nós de novo" / "Eu pensei que você fosse meu amigo"), depois comentando: "Como é ser amado?"
"I'm Set Free" é ambíguo, embora saúda Phil Spector; as despedidas no final da canção imitam as de "You've Lost That Lovin' Feelin'" de Righteous Brothers. Richie Unterberger elogia o solo de guitarra como "um dos mais subestimados do grupo". Esta canção também é cantada por Yule. Na faixa, Reed afirma que está livre de um relacionamento, embora eventualmente descubra que isso não é verdade.
"That's the Story of My Life" tem instrumentação mínima, embora também faça referência a Billy Name. Originalmente, Cale tocava viola para a música em versões ao vivo, embora nenhuma viola tenha sido incluída nesta versão de estúdio. Durante a canção, quatro linhas da letra são repetidas. O título e a letra foram inspirados por um comentário de Billy, que apresentou Reed a uma de suas maiores influências, Alice Bailey. Bockris resume o tema desta música: "A diferença entre o certo e o errado é a história da vida de (Reed)".
"The Murder Mystery" é uma canção narrada. Ele incorpora um ritmo raga, com um órgão murmurante, passagens sobrepostas de palavras faladas e vocais cadenciados de contraponto. Durante os versos, Reed e Morrison recitam diferentes versos de poesia simultaneamente, com as vozes posicionadas estritamente à esquerda e à direita. Para os refrãos, Tucker e Yule cantam letras e melodias diferentes ao mesmo tempo, também separadas à esquerda e à direita. Unterberger observou que tem "pouca melodia", e sua narrativa é repetitiva, comparando-a com "discos de 78 rotações e 16 rotações tocados simultaneamente", a faixa fecha com um piano "progressivamente enlouquecido". Da música, Reed fez referência a "Sister Ray", elaborando que a canção "faz parte do romance que é um mistério de assassinato". Nunca foi tocada ao vivo em sua totalidade – Morrison elaborou que seria muito difícil de tocar. Reed a classificou como um fracasso, pois queria que "um vocal estivesse dizendo o oposto (lírico) do outro".
"After Hours" foi o único lançamento na época com Tucker cantando os vocais principais. Tucker não toca percussão; ela é apoiada apenas por um violão. Um disco de acetato mais antigo nomeou a faixa como "If You Close the Door (Moe's Song)". Geralmente, a canção discute o isolamento intencional.

## Arte da capa
A capa foi feita por Billy Name, apresentando a banda sentada em um sofá na Factory de Andy Warhol. Name recebeu US$300 pela fotografia, que era o máximo que ele havia recebido na época por uma foto. Yule e Tucker estão olhando para Reed, e Morrison está olhando para longe – de acordo com Tucker, isso é porque Reed estava falando sobre a capa da revista. A contracapa é uma foto de Reed fumando, dividida em duas metades com uma delas de cabeça para baixo, ambas mostrando apenas o lado esquerdo do rosto. Cada lado inclui a lista de faixas e créditos do álbum, que também estão de cabeça para baixo. Reed segurava uma edição da Harper's Bazaar. A capa levou o disco a ser apelidado de "Gray Album" ("Álbum Cinza").

## Lançamento e vendas

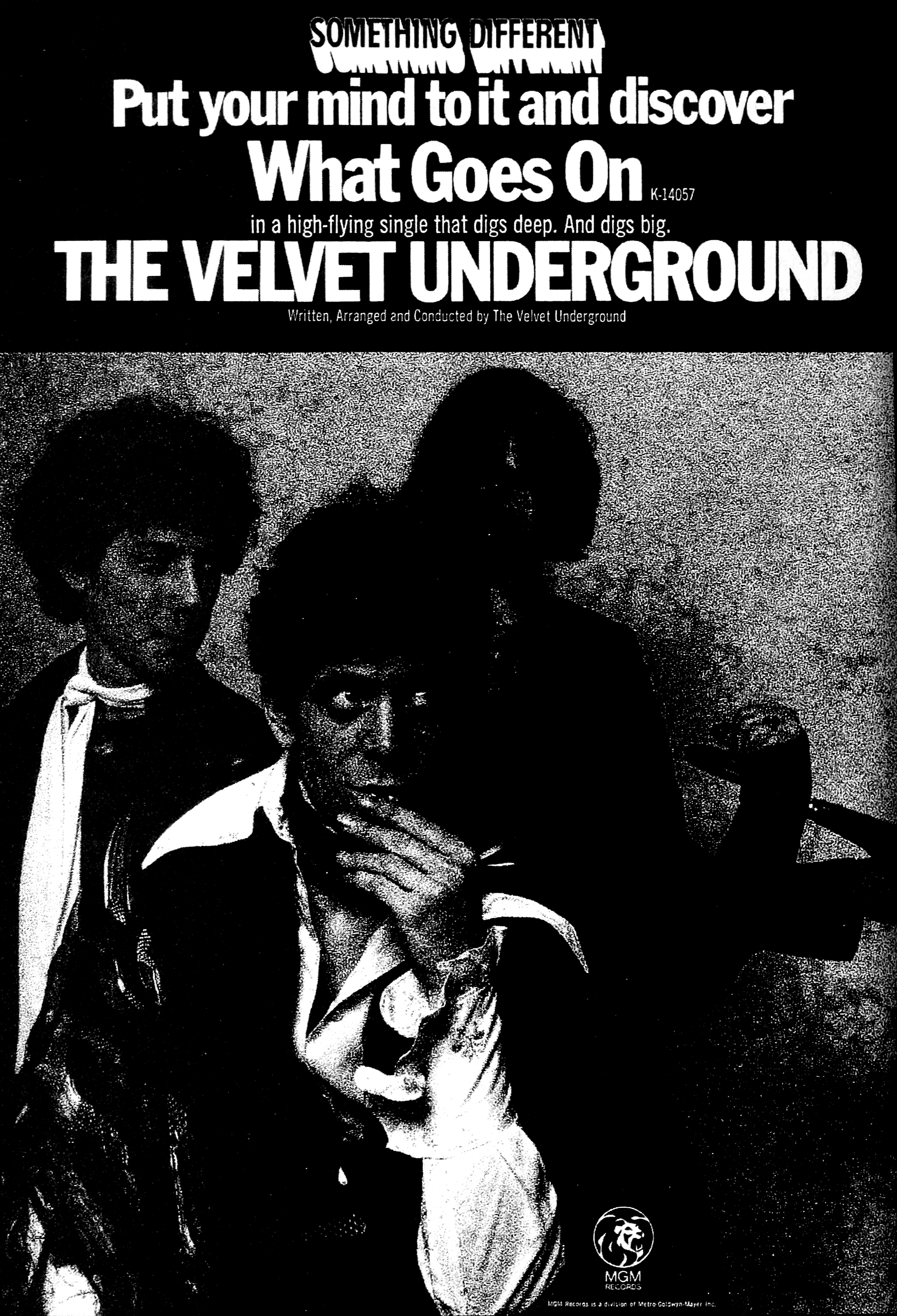
Um anúncio usado pela MGM Records para a divulgação do single de "What Goes On".

Quando o álbum foi lançado em março de 1969, os créditos de composição listavam toda a banda, embora Reed tenha escrito todas as faixas. Lançamentos posteriores rotulariam Reed como o único compositor. A banda mudou da Verve Records para a MGM Records por razões desconhecidas – Morrison diz que isso foi simplesmente "uma mudança administrativa". Em última análise, a decisão de se mudar para a MGM foi de Steve Sesnick.
Duas mixagens do álbum foram lançadas. A mixagem inicial é de Reed, que aumenta seus vocais e abaixa os instrumentos, e foi a primeira mixagem vendida nos Estados Unidos. Morrison observou que soa como se fosse gravado em um armário, o que levou ao seu apelido de "Closet Mix" ("Mixagem de armário"). Val Valentin produziu uma mixagem mais convencional, que Yule mais tarde diria que desconhecia. A mixagem mais amplamente distribuída é creditada a Valentin, distribuída por toda a Europa. As duas versões usam versões totalmente diferentes de "Some Kinda Love", ambas tiradas das mesmas sessões de gravação. A "mixagem de armário" foi escolhida para inclusão mais tarde no box set Peel Slowly and See.
Enquanto Onsager não planejava fazer uma turnê até que dois singles comercialmente bem-sucedidos fossem lançados, sua agenda de turnês permaneceu quase ininterrupta, e apenas um single foi lançado. "What Goes On" foi lançado em março de 1969, com "Jesus" como seu lado B. A gravadora o promoveu em um anúncio, mas sua distribuição foi bastante limitada. A MGM também o listou em revistas como Rolling Stone, Creem e Village Voice. Em última análise, não conseguiu entrar nas paradas da Billboard, o primeiro disco da banda a fazê-lo. Tucker atribuiu isso à falta de promoção, enquanto Yule observou como o álbum não era mainstream. Devido ao seu fracasso, a MGM não planejou em lançar outro álbum da banda.
The Velvet Underground não impactou a Billboard 200 até seu relançamento em 1985, quando alcançou o número 197. De acordo com a Billboard, o álbum vendeu 201 mil cópias desde 1991.

## Recepção crítica

### Avaliações contemporâneas
O crítico Richie Unterberger observou como The Velvet Underground soou muito mais comercial do que qualquer um dos álbuns anteriores da banda e o rotulou como o ponto em que a crítica se tornou mais positiva. Apesar disso, no entanto, o álbum falhou nas paradas e teve menos sucesso do que seus dois anteriores. Revisando o álbum para o Village Voice em 1969, Robert Christgau o viu como o melhor trabalho da banda e o achou "melodioso, bem escrito e excepcionalmente cantado", apesar de "outro experimento chato" em "The Murder Mystery", que ele chamou de "algum mistério (em) estéreo". Mais tarde, ele o incluiu em sua lista de gravações dos anos 1950 e 1960, publicada no Christgau's Record Guide: Rock Albums of the Seventies.
Lester Bangs, escrevendo para a revista Rolling Stone, sentiu que não está no mesmo nível de White Light/White Heat e tem erros com "The Murder Mystery" e "Pale Blue Eyes", mas disse que sua combinação de música poderosamente expressiva e letras profundamente sentimentais convencerão os detratores da banda a acreditar que podem "escrever e tocar qualquer tipo de música que quiserem com igual brilho". Paul Williams, da Crawdaddy!, declarou que "todo mundo ama" o novo lançamento da banda e o classificou como seu favorito pessoal desde Forever Changes do Love. Bob Stark, da Creem, observou como era "tão 'distante' quanto qualquer um dos dois (álbuns anteriores)". 
Outros jornais como Chicago Seed, Record World, Cashbox e Variety elogiaram o álbum, com o último afirmando que é "uma importante contribuição para o avanço lírico do rock". Adrian Ribolla da Oz, no entanto, lamentou que o "Velvet Underground realmente não soe junto neste álbum". Broadside ansiava pelo som mais antigo da banda. Melody Maker, enquanto elogiava o álbum, simultaneamente o descartou, pouco comentando que "não é sensacional, mas interessante". Em outubro de 1969, Richard Williams da mesma revista elaborou que "a velha crueldade ainda estava lá", rotulando a antiga crítica como errônea e saudando os três primeiros álbuns da banda como "um corpo de trabalho que é facilmente tão impressionante quanto qualquer no rock".

### Avaliações retrospectivas
Em uma revisão do relançamento do álbum em 1985, David Fricke, da Rolling Stone, observou que tanto o The Velvet Underground quanto seu antecessor não têm a variedade de álbum de estreia da banda em 1967 e a acessibilidade precisa do (futuro) Loaded. No entanto, ele sentiu que o álbum ainda é edificante como um ciclo de canções suaves e sutilmente amplas, cuja produção dura surpreendentemente revela a essência das composições mais expressivas de Reed. Fricke citou o "par irônico" de "Pale Blue Eyes" e "Jesus" como o melhor resumo do "calor esperançoso no centro da raiva dos 'Velvets'".
Outras críticas saudaram a produção moderada do álbum. Colin Larkin, escrevendo em Encyclopedia of Popular Music, disse que o álbum apresentou uma nova sutileza por causa do papel maior de Reed na banda e que "revelou uma abordagem pastoral, mais suave, mantendo a aura arrepiante e inquietante de lançamentos anteriores." Em The Rolling Stone Album Guide, Rob Sheffield escreveu que após a saída de Cale, a banda se tornou "mestres em baladas acústicas" e que Reed foi inesperadamente encantador no álbum, cuja "cada canção é um clássico". A Q chamou o álbum de "uma performance de banda cintilante e inesquecível". Nick Butler, da Sputnikmusic, sentiu que, embora não seja tão bom quanto o álbum de estreia da banda, The Velvet Underground "ainda é um álbum brilhante". Greg Kot, da Chicago Tribune, destacou a contribuição moderada de Reed para o álbum, a resumindo: "Pela primeira vez sem John Cale, (Reed) cria um folk rock calmo e incrivelmente bonito". Mark Deming, do AllMusic, escreveu que as canções do álbum são "as mais pessoais e comoventes que a banda já gravou". Brian Eno o declarou seu álbum favorito da banda.

## Legado
The Velvet Underground foi eleito o número 262 na terceira edição do All Time Top 1000 Albums de Colin Larkin. Em 2003, foi classificado como número 314 pela Rolling Stone em sua lista dos "500 Maiores Álbuns de Todos os Tempos". Caindo para a 316ª posição na revisão de 2012, e subindo para a 143ª na revisão de 2020. A revista NME o nomeou o 21º melhor álbum de todos os tempos em uma lista dos "100 Melhores Álbuns de Todos os Tempos". A lista dos 200 melhores álbuns da década de 1960 da Pitchfork, feita em 2017, o classificou no número 12, acima de Electric Ladyland de The Jimi Hendrix Experience. Uncut listou-o no número 52 em seus "200 Maiores Álbuns de Todos os Tempos", acima de Third/Sister Lovers de Big Star, mas atrás de Tapestry de Carole King.
Robert Dimery incluiu o álbum na edição de 2018 de seu livro 1001 Albums You Must Hear Before You Die. Com base em suas aparições em rankings e listagens profissionais, o site Acclaimed Music lista The Velvet Underground como o 11º álbum mais aclamado de 1968, o 39º álbum mais aclamado da década de 1960 e o 188º álbum mais aclamado da história.

## Relançamentos
Junto com os três primeiros álbuns do grupo, The Velvet Underground recebeu um relançamento em 1985. Esses foram inesperadamente bem-sucedidos, o que levou a mais lançamentos futuros pelo selo da PolyGram, como Another View. O álbum foi incluído no box set Peel Slowly and See, e mais tarde receberia sua versão deluxe, incluindo versões monofônicas das faixas, demos e shows ao vivo.

## Lista de faixas
Todas as faixas escritas e compostas por Lou Reed. 
| Lado um |                   |         |  |
| N.º     | Título            | Duração |  |
| 1.      | "Candy Says"      | 4:04    |  |
| 2.      | "What Goes On"    | 4:55    |  |
| 3.      | "Some Kinda Love" | 4:03    |  |
| 4.      | "Pale Blue Eyes"  | 5:41    |  |
| 5.      | "Jesus"           | 3:24    |  |

| Lado dois |                               |         |  |
| N.º       | Título                        | Duração |  |
| 1.        | "Beggining to See the Light"  | 4:41    |  |
| 2.        | "I'm Set Free"                | 4:08    |  |
| 3.        | "That's the Story of My Life" | 1:59    |  |
| 4.        | "The Murder Mistery"          | 8:55    |  |
| 5.        | "After Hours"                 | 2:07    |  |

## Ficha técnica
The Velvet Underground
- Lou Reed – vocais principais, guitarras rítmica e solo, piano
- Doug Yule – baixo elétrico, órgão; vocais principais (em "Candy Says" e "I'm Set Free"), vocais de apoio
- Sterling Morrison – guitarras rítmica e solo, vocais de apoio
- Maureen Tucker – percussão, vocais principais (em "After Hours"), vocais de apoio

Produção
- Lou Reed – produtor ("Closet Mix")
- Val Valentin – produtor
- Billy Name – fotografia

## Certificações
| Região            | Certificação | Vendas  |
| ----------------- | ------------ | ------- |
| Reino Unido (BPI) | Ouro         | 100.000 |